# Euastrum montanum
Euastrum montanum là một loài Song tinh tảo trong họ Desmidiaceae, thuộc chi Euastrum.